# Yunnanilus longibarbatus
Yunnanilus longibarbatus és una espècie de peix de la família dels balitòrids i de l'ordre dels cipriniformes.

## Morfologia
Els mascles poden arribar als 5,8 cm de longitud total.

## Distribució geogràfica
Es troba a la Xina.